# نفوذ (مجموعه تلویزیونی)
نفوذ یک سریال اینترنتی است به نویسندگی و کارگردانی آرش تیمورنژاد که در سال ۱۳۹۱ تولید و منتشر شد.

## خلاصه داستان
فرد خرابکاری وارد تهران شده و با بمبگذاری سعی در گمراه کردن نیروهای امنیتی کشور نسبت به عملیاتی سایبری و بزرگ را که قرار است در زمان برگزاری انتخابات ریاست جمهوری به وقوع بپیوندد، دارد. اما اقدامات وی توسط سازمان امنیت فضای مجازی کشور شناسایی و خنثی شده و فرد خرابکار دستگیر می‌گردد.

## بازیگران اصلی
- علی‌رام نورایی
- نفیسه روشن
- پندار اکبری
- روشنک عجمیان
- ارسلان  قاسمی
- ترلان پروانه
- کاوه آهنگر